# Crédito social
El crédito social (a veces llamado Socred en inglés) es una propuesta económica y un movimiento social que se originó en los años 1920. El crédito social fue inicialmente una teoría económica desarrollada por el ingeniero escocés C.H. Douglas. El nombre se deriva de su deseo de hacer del mejoramiento de la sociedad el objeto del sistema financiero. Algunos individuos -notablemente el poeta Ezra Pound y los líderes del Liga Australiana de Derechos han aceptado la teoría económica del crédito social.
El Movimiento Canadiense del Crédito Social (Canadian social credit movement) fue el más exitoso de los movimientos de este tipo, y también logró algunos éxitos modestos en otros países, tales como Nueva Zelanda donde el Partido del Crédito Social (Social Credit Party (New Zealand)) llegó a tener varios diputados en el Parlamento. En el Reino Unido el Movimiento de las Camisas Verdes (un grupo originado entre los Boy Scouts) llegó a constituir un movimiento de masas uniformadas que tuvo bastante presencia en los años treinta, movilizándose en favor de la implantación del crédito social.

## Teoría
Douglas propuso que, debido a que la cantidad de ingresos recibidos en cualquier periodo -por todos los miembros de una sociedad- son menores que el monto total de precios demandados en ese mismo periodo, se origina una deficiencia en el poder de compra en ese periodo. Douglas ejemplificó esa ostensible deficiencia con su “Teorema de A + B”, en el que plantea que si A son todos los pagos hechos a los consumidores en el sistema (ya sea como salarios, dividendos, etc) y B son los pagos hechos por los productores que no se pagan a consumidores (tales como gastos de "overheads" por edificios y maquinarias - ver amortización y depreciación) sigue que el precio por todos los bienes producidos es A+B, pero como solo A ha sido recibido como ingresos, resulta que el ingreso por ese periodo es menor que los precios de los bienes y servicios producidos en ese mismo periodo de producción.
De lo anterior Douglas concluye que el sistema no genera el dinero suficiente para mantener su funcionamiento. En su terminología, el sistema no es “autoliquidizante”.
A fin de resolver ese problema, Douglas postula que deben suceder una o todas de las siguientes alternativas.
- La población entra en deuda, a través del uso del crédito.
- El gobierno se endeuda e incrementa la deuda pública (ya sea externa o interna)
- Las empresas piden crédito a los bancos, de manera que se crea nuevo dinero.
- Las empresas venden por debajo del costo y terminan llegando a la quiebra.
- Un estado recurre a la guerra, “exportando” bienes tales como balas y bombas, etc, al enemigo, financiando el proceso a través de la deuda pública con la esperanza que el enemigo pagará por todo (si es derrotado).
- Un estado gana una “guerra comercial” forzando alguna otra nación al déficit y deuda a fin de que compren el producto extra.

Si esas cosas no suceden, las empresas se ven forzadas a despedir trabajadores, el desempleo incrementa, la economía entraba o entra en recesión, bajan los ingresos fiscales por impuestos, los servicios se reducen y la pobreza aumenta mientras que, en realidad, todos podrían vivir en la abundancia.
Douglas creía que el crédito social puede resolver ese problema en la medida que asegura que siempre habrá el dinero necesario circulando (en la forma de créditos) como para comprar todo lo que se ha producido.
Sus propuestas se resumen en tres “demandas” centrales: 
1. Que una “Oficina Nacional del Crédito” calcule sobre bases estadísticas el monto de crédito necesario en la economía.
2. Un mecanismo para ajustar los precios que reflejen el costo real de producción (basada en la demanda agregada en el mismo período).
3. Instauración de un “Dividendo Nacional” a fin de garantizar un ingreso mínimo a todos, sin consideración de si tienen un trabajo o no.

Douglas argumento que esa última demanda es de sentido común ahora que la automatización y las máquinas que ahorran trabajo han reducido no solo el número de trabajadores que se necesitan para producir los bienes y servicios necesarios sino también el número de horas de trabajo necesarias para producirlos. 
Esas ideas gozaron de gran popularidad durante la llamada Gran Depresión pero no alcanzaron la aceptación necesaria para hacerlas realidad.
La teoría del Crédito Social responsabiliza de muchos problemas sociales al sistema financiero privado, especialmente aquellos bancos que practican el sistema fraccional de reservas. Como consecuencia, Douglas fue acusado de antisemitismo al final de la Segunda Guerra Mundial. Esto podría ser debido a que algunos de sus argumentos fueron usados -sin atribución- en la retórica del nazismo, cuando los líderes de ese movimiento denunciaban lo que ellos consideraban la "conspiración financiera controlada por los judíos".
A pesar de que tales sentimientos no fueron ni son común entre los seguidores de la teoría, Solon Earl Low, líder del Social Credit Party of Canada desde 1944 a 1961, sufrió acusaciones similares, posiblemente debido al apoyo ofrecido por Ezra Pound.

## Versiones posteriores de la teoría
Robert A. Heinlein describió un sistema de crédito social en su primera novela (Para nosotros, los que estamos vivos) publicada en 2003 pero escrita en torno a 1939. "Más allá del horizonte" describe un sistema similar pero con menos detalles. La sociedad reflejada en el libro usa un método para prevenir inflación: el gobierno ha llegado a un acuerdo con los propietarios de empresas: en lugar de incrementar los precios, los reducen y el gobierno (o el Banco de EE. UU.) les reembolsa la diferencia después de examinar sus recibos de ventas. Al igual que en otros sistemas de renta básica universal o de "ingresos por la herencia común", ese dinero viene de la nada (es decir, es dinero fiduciario puro). En ese futuro, el Estado no necesita impuestos para financiarse. Los personajes del libro dejan claro que el presente sistema de “reservas fraccionales” permite que los bancos creen dinero (en la medida que pueden prestar muchas veces la cantidad que tienen en sus cuentas o mantienen como encaje) mientras en el futuro descrito por Heinlein solo el estado puede crear dinero.
Robert Anton Wilson propone otra forma de crédito social. Su plan tiene la intención de terminar con la “esclavitud del salario” y comienza por ofrecer una recompensa a cualquier trabajador que pueda modificar el sistema a fin de terminar la necesidad de su puesto de trabajo. El premio es el ingreso mínimo garantizado (el que, en la "Trilogía del Gato de Schrödinger, incluye un premio o ingreso menor a todos los demás trabajadores que pierden su trabajo como consecuencia de la innovación). Ese ingreso consiste de “ayudas de comercio” (cupones) que pierden valor con el transcurso del tiempo a fin de promover su uso y limitar inflación (Wilson no dice esto explícitamente). En otras escritos, Wilson atribuye esta estrategia a la libre economía de Silvio Gesell, quien también ha sugerido que el gobierno facilite que comunidades pequeñas experimenten con modelos económicos alternativos. La idea es que si uno de esos enclaves implementara algo exitosamente, otras - incluso el país- lo imitarían.

## Crítica
La mayoría, si no todas, las críticas a la propuesta del crédito social se centran en la proposición que causaría inflación.

## Grupos influidos por la idea

### Australia
- Australian League of Rights
- Douglas Credit Party

### Canadá
Partidos Políticos Federales:
- Social Credit Party of Canada / Canadian social credit movement
- Ralliement créditiste
- Abolitionist Party of Canada / Christian Credit Party
- Canadian Action Party (activo)
- Global Party of Canada

Partidos políticos provinciales:
- Alberta Social Credit Party (activo)
- British Columbia Social Credit Party (activo)
- Manitoba Social Credit Party
- Social Credit Party of Ontario
- Ralliement créditiste du Québec
- Social Credit Party of Saskatchewan

Organizaciones:
- Pilgrims of Saint Michael
- Committee on Monetary and Economic Reform

### Nueva Zelanda
- Country Party (Nueva Zealand)
- New Zealand Democratic Party
- New Democratic Party (Nueva Zealand)
- Real Democracy Movement
- Social Credit Party (Nueva Zealand)
- New Zealand Social Credit Association (Inc)

### Islas Salomón
- Partido del Crédito Social de las Islas Salomón (activo)

### Reino Unido
- Social Credit Party of Great Britain and Northern Ireland

## Crédito social en las artes
- Robert A. Heinlein, For Us, the Living: A Comedy of Customs
- Ezra Pound, Los Cantos. (Pound fue una gran admirador de Douglas y cuando el Partido del Crédito Social de Alberta se formó él se ofreció como líder. El partido declino la oferta)